# Cảm tính
Cảm tính (trong tiếng Anh: sentience; trong tiếng Trung: 感情) là khả năng cảm nhận, nhận thức hoặc trải nghiệm một cách chủ quan.
Các triết gia phương Tây thế kỷ XVIII sử dụng cảm tính để phân biệt khả năng suy nghĩ (lý tính) với khả năng cảm nhận (cảm tính). Trong triết học phương Tây hiện đại, cảm tính là khả năng cho phép trải nghiệm cảm giác (được biết đến trong triết học tinh thần như là "qualia".
Trong triết học phương Đông, cảm tính là phẩm chất siêu hình của mọi sự vật cần được tôn trọng và nâng niu.

### Tiếng Anh
- Sugunasiri, Suwanda H.J., The Whole Body, not Heart, as 'Seat of Consciousness': the Buddha's View', Philosophy East & West, vol. 45, no. 3, pp. 409–430). Prof. Sugunasiri is Founder of Nalanda College of Buddhist Studies, Toronto, Canada
- Jeremy Bentham - Introduction to the Principles of Morals and Legislation
- Book about A Theory of Sentience Readership: Philosophers, psychologists, and neuroscientists interested in sensation and perception. Authors, Austen Clark, Professor of Philosophy, University of Connecticut, Storrs
- D. Cole: Sense and Sentience SENSE5 8/18/90; rev. 1-19-98. (original 1983) copyright David Cole University of Minnesota, Duluth
- Science, policy and cultural implications of animal sentience, Suggested Reading, Compassion in World Farming